# Edith Nakiyingi
Edith Nakiyingi, née le 15 octobre 1968, est une athlète ougandaise, spécialisée en course de demi-fond.

## Carrière
Edith Nakiyingi est médaillée de bronze du relais 4 × 400 mètres aux Jeux africains de 1987 à Nairobi.
Aux Championnats d'Afrique d'athlétisme 1990 au Caire, elle est médaillée d'argent du 800 mètres et du 1 500 mètres.
Elle est éliminée en séries du 800 mètres féminin aux Jeux olympiques d'été de 1992 à Barcelone.